# Томский научный центр СО РАН
Томский научный центр (ТНЦ) Сибирского отделения академии наук (СО РАН) был создан в 1969 году, как Томский филиал Сибирского отделения Академии наук СССР. Входящие в его состав научные учреждения, а также дома, построенные для сотрудников ТНЦ, в основном расположены в томском Академгородке.

## Рейтинг
Томский научный центр СО РАН занимает третье место по численности сотрудников в Сибирском отделении РАН после Новосибирского и Иркутского научных центров. В институтах ТНЦ СО РАН работают 7 % кадров СО РАН.

## Состав

### Федеральный научный медицинский центр ФАНО
- Томский национальный исследовательский медицинский центр РАН (с мая 2017), в составе:
  - Томский НИИ онкологии
  - Томский НИИ кардиологии
  - Томский НИИ психического здоровья
  - Томский НИИ фармакологии
  - Томский НИИ медицинской генетики
  - Томский НИИ акушерства, гинекологии и перинатологии («Томский перинатальный центр»)
  - НИИ «Тюменский кардиологический научный центр»

### Институты
- Институт оптики атмосферы имени В. Е. Зуева СО РАН;
- Институт химии нефти СО РАН;
- Институт мониторинга климатических и экологических систем СО РАН;
- Институт сильноточной электроники СО РАН;
- Институт физики прочности и материаловедения СО РАН;
- Томский научный центр СО РАН;
- Томский филиал института нефтегазовой геологии и геофизики СО РАН;
- Томский филиал института вычислительных технологий СО РАН.

### Научные школы
В ТНЦ СО РАН сложился ряд международно признанных научных школ:
- по оптике атмосферы (академик В. Е. Зуев);
- спектроскопии (член.-кор. РАН С. Д. Творогов);
- сильноточной электронике (академик Г. А. Месяц);
- мощной импульсной энергетике (академик Б. М. Ковальчук);
- мощной релятивистской СВЧ-электронике (академик С. Д. Коровин);
- физической мезомеханике материалов (академик В. Е. Панин);
- климатоэкологическому мониторингу (член.-кор. РАН М. В. Кабанов);
- химии нефтей (проф. А. К. Головко);
- исследованию нефтяных систем, разработке экологически безопасных методов добычи (проф. Л. К. Алтунина);
- структурной динамике вещества (проф. Ю. М. Максимов);
- сибирской гидрогеохимической (проф. С. Л. Шварцев), и других.

### Томская инновационная технико-внедренческая Особая экономическая зона
- Сайт Томск-ОЭЗ

### Учреждения культуры
Дом учёных. Построен силами сотрудников институтов томского Академгородка в 1985 году.

## История
Образован в декабре 1979 года в результате объединения работавших в Томске академических институтов как Томский филиал СО АН СССР.

### Руководители
Президиум Томского научного центра СО РАН последовательно возглавляли:
- академик, Герой социалистического труда В. Е. Зуев (1978—1992);
- доктор физико-математических наук В. А. Крутиков (1992—2000);
- академик С. П. Бугаев (2000—2002);
- академик С. Д. Коровин (2002—2006);
- член-корреспондент РАН С. Г. Псахье (2006—2012);
- член-корреспондент РАН Н. А. Ратахин (2012—2016);
- доктор физико-математических наук В. В. Колосов (2016 - 2020);
- c 2020 года Центр возглавляет кандидат физико-математических наук А.Б. Марков